# Famille Marie-Jeunesse
La Famille Marie-Jeunesse est une communauté chrétienne catholique qui a ses origines à Québec à partir de 1982,.

## Historique
En 2021, une action collective est engagée, pour des abus spirituels commis depuis 1982, à l'encontre de Famille Marie-Jeunesse. Le fondateur de l’église, Réal Lavoie, est décrit dans cette action comme un « gourou » « assoiffé de pouvoir » auprès de jeunes membres de Famille Marie-Jeunesse. Les membres de celle-ci réfutent cette accusation,,,.
La communauté a été présente en Belgique, à Ciney, de 2003 à 2018.